# Christopher Mellon
Christopher Karl Mellon (sinh ngày 2 tháng 10 năm 1957), là cựu Phó Trợ lý Bộ trưởng Quốc phòng đặc trách Tình báo trong chính quyền Clinton và George W. Bush và về sau phụ trách Hoạt động An ninh và Thông tin. Trước đây, ông từng là Giám đốc Tham mưu của Ủy ban Đặc biệt về Tình báo của Thượng viện Hoa Kỳ.

## Tiểu sử
Christopher Mellon sinh ra trong gia tộc Mellon. Ông là con trai của Karl Negley Mellon và Anne Stokes Bright. Đồng thời còn là chắt của người đồng sáng lập Gulf Oil tên gọi William Larimer Mellon. Ông cố của Mellon, Thomas Mellon, là ngươi sáng lập nên Ngân hàng Mellon ở Pittsburgh. Ông thi đậu bằng B.A. về kinh tế tại Trường Đại học Colby năm 1980 và bằng thạc sĩ tại Đại học Yale chuyên ngành quan hệ quốc tế, tập trung vào tài chính và quản lý, năm 1984.
Mellon dành 12 năm sự nghiệp trải qua nhiều vị trí khác nhau trên Đồi Capitol, bao gồm gần 10 năm là nhân viên chuyên nghiệp với tư cách là Giám đốc Tham mưu của Ủy ban Đặc biệt về Tình báo của Thượng viện Hoa Kỳ. Ông là Phó Trợ lý Bộ trưởng Quốc phòng đặc trách Tình báo từ tháng 11 năm 1999 đến tháng 1 năm 2002. Từ tháng 6 năm 1998 đến tháng 11 năm 1999, Mellon giữ chức vụ Phó Trợ lý Bộ trưởng Quốc phòng đặc trách Hoạt động An ninh và Thông tin. Với cương vị đó, ông chịu trách nhiệm giám sát theo chương trình và chính sách về an toàn thông tin, bảo vệ cơ sở hạ tầng quan trọng, bảo mật, phản gián, chiến lược hoạt động thông tin và tích hợp. Mellon đến Lầu Năm Góc với tư cách là thành viên trong nhóm thuyên chuyển của William Cohen vào ngày 2 tháng 1 năm 1997. Sau quá trình thuyên chuyển, Mellon được bổ nhiệm làm Điều phối viên về các Khái niệm Nâng cao và Tích hợp Chương trình, Văn phòng Thứ trưởng Quốc phòng về Chính sách, tập trung vào mã hóa và Các vấn đề về an toàn thông tin. Từ tháng 11 năm 1997 đến tháng 6 năm 1998, ông giữ chức vụ Trợ lý Đặc biệt Bộ trưởng Quốc phòng về Chính sách Tình báo, cung cấp lời khuyên về hàng loạt các vấn đề tình báo. Trước khi gia nhập khu vực tư nhân, Mellon trở lại Đồi Capitol để giữ chức Giám đốc Nhân viên Thiểu số của Ủy ban Tình báo Thượng viện cho Thượng nghị sĩ John D. Rockefeller, IV từ năm 2002 đến năm 2004.

### Nghiên cứu UFO
Mellon từng cộng tác với nhà báo Leslie Kean trong tổ chức UFO mang tên UFODATA và là một nhà đầu tư cổ phần tư nhân, cổ đông và cựu cố vấn cho cựu ca sĩ nhạc punk Tom DeLonge thuộc nhóm Blink 182 của To the Stars, công ty chuyên quảng bá những câu chuyện về UFO. Theo trang web của công ty, chức danh của Mellon là cố vấn an ninh quốc gia. Mellon đã hỗ trợ sản xuất và làm việc chung với Thợ săn UFO Luis Elizondo với tư cách là thành viên của mạng truyền hình trả tiền History chuyên phân phối chương trình nhiều kỳ về UFO mang tên Unidentified: Inside America's UFO Investigation.
Mellon từng xuất hiện trong bộ phim tài liệu về UFO năm 2020 có tựa đề The Phenomenon do James Fox người đam mê UFO lâu năm làm đạo diễn. Trong phim tài liệu, Mellon tuyên bố rằng anh ta là nguồn cung cấp ba video về UFO nổi tiếng của Lầu Năm Góc đã làm cho "việc lan truyền trên trang nhất ngày Chủ nhật xa hoa" của tờ New York Times vào ngày 17 tháng 12 năm 2017: "Glowing Auras and ‘Black Money’: The Pentagon’s Mysterious UFO Program". Trong phim tài liệu, Mellon kể rằng ông đã gặp một cá nhân giấu tên trong bãi đậu xe của Lầu Năm Góc và được trao một gói chứa ba đoạn video do các phi công Hải quân Mỹ quay được từ năm 2004 đến năm 2015.